# Hefner
För grundaren av tidningen "Playboy", se Hugh Hefner.
Hefner var ett brittiskt indierockband, bildat 1996 och upplöst 2002. 
Bandet bestod av sångaren och frontfiguren Darren Hayman (sång, gitarr, keyboard), samt Antony Harding (trummor, bakgrundssång), John Morrison (basgitarr) och Jack Hayter (gitarr, pedal steel guitar, keyboard, fiol, sång). 

## Diskografi
Studioalbum
- Breaking gods Heart (1998)
- The Fidelity Wars (1999)
- We Love the City (2000)
- Dead Media (2001)

Samlingsalbum
- Boxing Hefner (2000)
- Kick, Snare, Hats, Ride (2002)
- The Best of Hefner (2006)
- Catfight (2006)
- Maida Vale (2006)

EPs
- The Devotion Chamber (1996)
- The Hefner Soul (1998)
- The Hefner Heart (1999)
- Orphan Songs (1999)
- Revelations (1999)
- The Hefner Brain (2002)

Singlar
- "A Better Friend" (1997)
- "Lee Remick" (1998)
- "Pull Yourself Together" (1998)
- "Love Will Destroy Us in the End" (1998)
- "The Sweetness Lies Within" (1998)
- "The Hymn for the Alcohol" (1999)
- "The Hymn for the Cigarettes" (1999) (UK #87)
- "I Took Her Love for Granted" (1999)
- "Christian Girls" (2000) (UK #76)
- "Good Fruit" (2000) (UK #50)
- "The Greedy Ugly People" (2000) (UK #64)
- "Half a Life" (2001) (delad singel med Murry the Hump)
- "Alan Bean" (2001) (UK #58)
- "Trouble Kid" (2001)